# Dècada del 670 aC

## Esdeveniments
- Assíria s'imposa a Egipte
- Segona onada de colonitzacions a Grècia, per establir comerç amb altres pobles
- Auge del ferro a Egipte
- Ànfora de Míkonos a Grècia

## Personatges destacats
- Esarhaddon